# Équipe cycliste Kas
‌
Ne doit pas être confondu avec Kas (limonade).
Pour les articles homonymes, voir Kas.

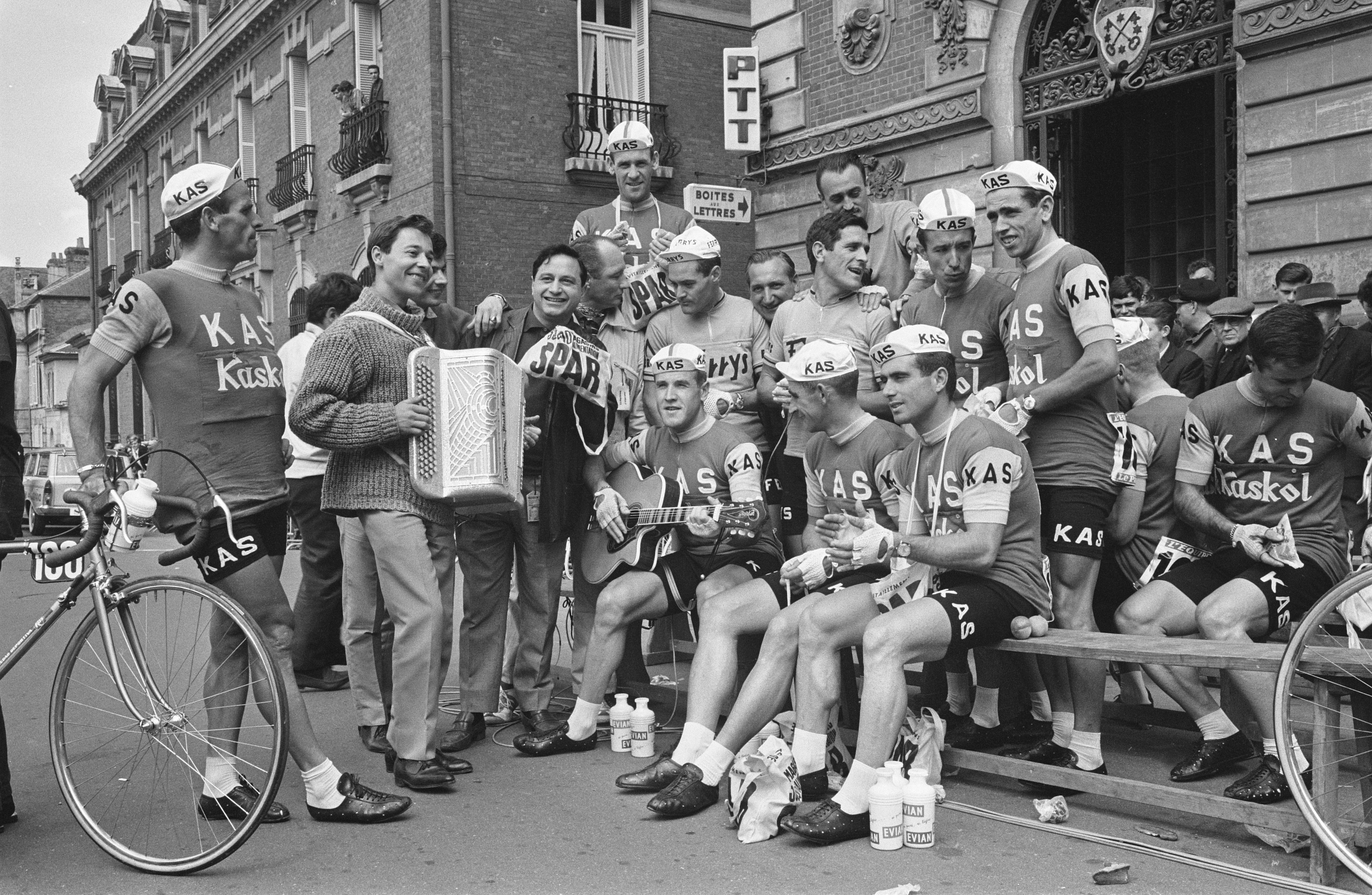
Les équipes Kas-Kaskol et Ferrys lors du Tour de France 1964.

L'équipe cycliste Kas est une ancienne équipe cycliste sur route espagnole, active entre 1956 et 1979, pendant 25 années consécutives, puis trois saisons à la fin des années 1980.
L'équipe a notamment remporté à cinq reprises le Tour d'Espagne, avec Francisco Gabica (1966), José Manuel Fuente (1972, 1974), José Pesarrodona (1976), et Sean Kelly (1988).

## Histoire de l'équipe
De petite équipe régionale, associée à « Boxing » en 1960, à « Royal-Asport » en 1961, elle n'est liée à partir de 1962 qu'à la firme basque de boisson gazeuse, KAS. Avec la montée en puissance du groupe sportif KAS, le cyclisme espagnol connaît une première embellie, basée sur les aptitudes des coureurs espagnols à franchir les cols. Julio Jiménez, Francisco Gabica, Joaquim Galera, Aurelio González, Valentín Uriona, qui animent l'équipe présente sur le Tour de France à partir de 1963, sous la direction sportive d'un ancien vainqueur de la Vuelta, Dalmacio Langarica, laissent place à une autre génération, dont José Manuel Fuente est, à partir de 1971, le performeur le plus emblématique, associé à Vicente López Carril, Francisco Galdós, José Pesarrodona.
Cette équipe espagnole, à recrutement fortement ancré au Pays basque, et en Espagne septentrionale, remporte de multiples victoires dans les challenges par équipes, en particulier au Tour de France. Concurrencée, pour ne pas dire pillée de ses coureurs par les équipes d'un cyclisme ibérique qui s'élargit, Kas disparaît du peloton cycliste à la fin des années 1970.
Le groupe renaît ensuite, perdant sa spécificité d'un recrutement ibérique. Ainsi en est-il pour l'équipe Kas-Mavic-Tag Heuer est une équipe cycliste professionnelle qui fut notamment dirigée par Jean de Gribaldy, durant la saison 1986 (directeur sportif adjoint : Christian Rumeau). L'irlandais Sean Kelly, découverte du "Vicomte", marque cette saison de son empreinte en remportant Milan San Remo, Paris Roubaix et Paris Nice. Il s'agit de la dernière équipe dirigée par Jean de Gribaldy.

## Principales victoires

### Classiques
- Classique de Saint-Sébastien : 1986 (Iñaki Gastón)
- Milan-San Remo : 1986 (Sean Kelly)
- Paris-Roubaix : 1986 (Sean Kelly)
- Grand Prix des Nations : 1986 (Sean Kelly)
- Gand-Wevelgem : 1988 (Sean Kelly)

### Courses par étapes
- Tour de Catalogne : 1962 (Antonio Karmany), 1965 (Antonio Gómez del Moral), 1986 (Sean Kelly)
- Critérium du Dauphiné libéré : 1964 (Valentín Uriona)
- Tour de Suisse : 1973 (José Manuel Fuente)
- Tour de Romandie : 1975 (Francisco Galdós)
- Paris-Nice : 1986, 1987 et 1988 (Sean Kelly)
- Tour du Pays basque : 1986 et 1987 (Sean Kelly)
- Critérium international : 1987 (Sean Kelly)

### Grands tours

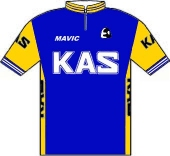
Maillot de l'équipe Kas au Tour de France 1986

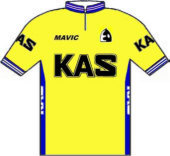
Maillot de l'équipe Kas au Tour d'Espagne 1986

| - Tour de France : - 17 participations (1963, 1964, 1965, 1966, 1969, 1970, 1971, 1973, 1974, 1975, 1976, 1977, 1978, 1979, 1986, 1987, 1988) - 16 victoires d'étapes : - 3 en 1964 : Julio Jiménez (2), contre-la-montre par équipes - 3 en 1965 : Julio Jiménez (2), Joaquim Galera - 1 en 1970 : J.A. González Linares - 2 en 1971 : José Manuel Fuente (2) - 1 en 1973 : Vicente López Carril - 1 en 1974 : Vicente López Carril - 1 en 1975 : Vicente López Carril - 1 en 1977 : José Nazábal - 1 en 1979 : Lucien Van Impe - 1 en 1987 : Acácio da Silva - 1 en 1988 : Acácio da Silva - 0 victoire finale - 7 classements annexes : - Grand Prix de la montagne du Tour de France (2) : - 1965 : Julio Jiménez - 1974 : Domingo Perurena - Classement du meilleur jeune (1) : - 1976 : Enrique Martínez Heredia - Classement par équipes (4) : 1965, 1966, 1974 et 1976 - Tour d'Italie - 8 participations (1967, 1971, 1972, 1973, 1974, 1975, 1976, 1977) - 19 victoires d'étapes : - 3 en 1967 : Del Moral, Gabica, González - 3 en 1971 : Carril, Perurena, Fuente - 3 en 1972 : José Manuel Fuente (2), Miguel María Lasa - 1 en 1973 : José Manuel Fuente - 6 en 1974 : José Manuel Fuente (5), Santiago Lazcano - 2 en 1975 : Domingo Perurena, Francisco Galdós - 1 en 1976 : Antonio Menéndez - 0 victoire finale - 10 classements annexes : - Grand Prix de la montagne (8) : - 1967 : Aurelio González - 1971 : José Manuel Fuente - 1972 : José Manuel Fuente - 1973 : José Manuel Fuente - 1974 : José Manuel Fuente - 1975 : Francisco Galdós, Andrés Oliva - 1976 : Andrés Oliva - 1977 : Faustino Fernández Ovies - Classement par équipes (2) : 1967, 1974 | - Tour d'Espagne - 25 participations (1958, 1959, 1960, 1961, 1962, 1963, 1964, 1965, 1966, 1967, 1968, 1969, 1970, 1971, 1972, 1973, 1974, 1975, 1976, 1977, 1978, 1979, 1986, 1987, 1988) - 66 victoires d'étapes : - 1 en 1958 : Fausto Iza - 3 en 1959 : Karmany, Bahamontes, San Emeterio - 1 en 1960 : Antonio Karmany - 1 en 1961 : Antonio Karmany - 2 en 1962 : Antonio Barrutia, José Segú - 4 en 1963 : Barrutia (2), Uriona, Pacheco - 6 en 1964 : Barrutia (2), Jiménez (2), Vélez, Stolker - 4 en 1965 : Jiménez, Echeverría, Martín Piñera (2) - 6 en 1966 : Uriona, Echeverría, San Miguel, Momeñe, del Moral, Gabica - 1 en 1968 : José Pérez Francés - 2 en 1969 : San Miguel, Jiménez - 1 en 1971 : José Antonio González Linares - 7 en 1972 : Perurena (2), Lasa (2), González Linares, Fuente, Manzaneque - 1 en 1973 : Perurena - 6 en 1974 : Perurena (2), Fuente (2), Santisteban, Uribezubia - 4 en 1975 : Lasa (2), Perurena, Menéndez - 2 en 1976 : González Linares, Carril - 1 en 1977 : José Nazábal - 4 en 1978 : Domingo Perurena (2), José Enrique Cima (2) - 2 en 1979 : Lucien Van Impe, Bernardo Alfonsel - 2 en 1986 : Sean Kelly (2) - 4 en 1987 : Sean Kelly (2), Jean-Luc Vandenbroucke, Iñaki Gastón - 2 en 1988 : Sean Kelly (2) - 5 victoires finales - 1966 : Francisco Gabica - 1972 : José Manuel Fuente - 1974 : José Manuel Fuente - 1976 : José Pesarrodona - 1988 : Sean Kelly - 27 classements annexes : - Grand Prix de la montagne (10) : - 1960 : Antonio Karmany - 1961 : Antonio Karmany - 1962 : Antonio Karmany - 1964 : Julio Jiménez - 1965 : Julio Jiménez - 1966 : Gregorio San Miguel - 1972 : José Manuel Fuente - 1975 : Andrés Oliva - 1976 : Andrés Oliva - 1979 : Felipe Yáñez - Classement par points (5) : - 1972 : Domingo Perurena - 1974 : Domingo Perurena - 1975 : Miguel María Lasa - 1986 : Sean Kelly - 1988 : Sean Kelly - Classement du combiné (2) : - 1986 : Sean Kelly - 1988 : Sean Kelly - Classement par équipes (10) : 1964, 1966, 1967, 1968, 1972, 1974, 1975, 1976, 1978, 1979 |

### Championnats nationaux
- Championnat d'Espagne sur route : 19
  - Course en ligne : 1964 (Julio Jiménez), 1965 (Antonio Gómez del Moral), 1970 (José Antonio González Linares), 1973 et 1975 (Domingo Perurena), 1974 (Vicente López Carril), 1978 (Enrique Martínez Heredia), 1987 (Juan Carlos González Salvador)
  - Course de côte : 1959 (Federico Bahamontes), 1960 (Antonio Jiménez Quiles), 1964 (Joaquim Galera), 1965 (Julio Jiménez), 1966 (Valentín Uriona), 1968 (Gregorio San Miguel), 1972 (Miguel María Lasa), 1973 (Santiago Lazcano), 1976 (José Nazábal), 1977 (Andrés Oliva)
- Championnat de France sur route : 1
  - Course en ligne : 1988 (Éric Caritoux)
- Championnat du Portugal sur route : 2
  - Course en ligne : 1974 (Fernando Mendes), 1988 (Acácio da Silva)
- Championnat de Suisse sur route : 1
  - Course de côte : 1986 (Pascal Richard)
- Championnat de France sur piste : 1
  - Demi-fond : 1986 (Jacques Decrion)
- Championnat d'Espagne de cyclo-cross : 4
  - Élites : 1972, 1973 et 1976 (José María Basualdo), 1977 (José Alberto Martínez Albeniz)
- Championnat de Suisse de cyclo-cross : 2
  - Élites : 1974 (Peter Frischknecht), 1986 (Pascal Richard)